# زیردریایی ویکتوری لاین
زیردریایی ویکتوری لاین (به انگلیسی: Vanguard-class ship of the line) یک کلاس از کشتی است که طول آن 190 ft (57.9 m) (gundeck) می‌باشد.